# Matz Bladhs
Matz Bladhs ist eine dansband aus Falkenberg in Schweden.

## Bandgeschichte
Die Band wurde 1968 als Jean Thorgny gegründet und benannte sich dann in Matz Bladhs um. Ab 1968 veröffentlichten sie Singles und ab 1972 Alben. Ab 1981 begannen sie, ihre Alben als Leende dansmusik – lächelnde Tanzmusik – mit nachgestellter Jahreszahl zu bezeichnen. 15 Alben veröffentlichten sie so in Folge jedes Jahr ohne Unterbrechung, obwohl zwischenzeitlich der Sänger der Band wechselte. Dreimal schafften sie es in den 1980er Jahren auch in die schwedischen Albumcharts das Album von 1988, noch mit dem Sänger Göran Lindberg aufgenommen, war mit Platz 16 für lange Zeit das erfolgreichste von Matz Bladhs. Anfang der 90er verließ Lindberg die Band und gründete ein eigenes Orkester. Der Erfolg blieb jedoch auch mit dem Sänger Paul Sahlin und nach knapp 30 Jahren feierte die Band 1999 ihren 5000. Bühnenauftritt. 2004 kehrte Lindberg zurück, bekam dann aber gesundheitliche Probleme.
Heute besteht Matz Bladhs aus Conny Nilsson (Gesang), Lars-Olof Karlsson (Gitarre und Gesang), Sören Kenstam (Schlagzeug), Niclas Olén (Keyboard) und Håkan Nordling (Saxophon, Flöte, Gitarre). 2012 nahm die Band ihre Serie Leende dansmusik wieder auf und konnte sich mit den ersten beiden Alben erstmals unter den Top 10 der schwedischen Albumcharts platzieren.

## Diskografie

### Alben
- Bland blommor och blad - (1972)
- På me' tröja och jeans - (1974)
- Det var så länge se'n - (1977)
- Min högsta önskan - (1978)
- Leende dansmusik 81 - (1981)
- Leende dansmusik 82 - (1982)
- Leende dansmusik 83 - (1983)
- Leende dansmusik 84 - (1984)
- Leende dansmusik 85 - (1985)
- Leende dansmusik 86 - (1986)
- Leende dansmusik 87 - (1987)
- Leende dansmusik 88 - (1988)
- Leende dansmusik 89 - (1989)
- Leende dansmusik 90 - (1990)
- Leende dansmusik 91 - (1991)
- Leende dansmusik 92 - (1992)
- Leende dansmusik 93 - (1993)
- Leende dansmusik 94 - (1994)
- Leende dansmusik 95 - (1995)
- Leende dansmusik 97 - (1997)
- Tack för alla åren - (1999)
- Leende dansmusik - (2001)
- 20 gobitar 2005 - (2004)
- Godbitar 2006 - (2006)
- Ljus och värme - Matz Bladhs bästa låtar - (2008)
- Upp till dans - (2009, Expressen)
- Entré - (2009)
- Leende dansmusik 2012 - (2012)
- Leende dansmusik 2013 - (2013)
- Hem igen - (2015)
- Här och nu - (2018)

### Singles
- Har inte någon sett min brud/Se på stjärnor och sånt - 1968
- Livet är härligt/Du har länge gått och gett mej ögon - 1969
- Skeppar Sjöstrands farväl/Det är så en dröm blir till - 1972
- Blue Suede Shoes/I Did What I Did for Maria - 1972
- Han sprider glädje/Sven Larsson, superidol - 1972
- Linnéa/Jag vill vara tvålen i ditt badkar - 1973
- Det skall vara sånger som är enkla att sjunga/Paloma Blanca - 1975
- Querida Marie (Querida Marie)/The Wonder of You - 1976
- Bara bara du/She's not you - 1976
- Minns du än Ann-Marie/Lawdy Miss Clawdy - 1976
- Oh Julie (Oh Julie)/Bara lite kärlek - 1982
- Vi möts igen/We'll Meet Again/En månskenspromenad - 1983
- Så vi möts igen - 1984
- Emma - 1985 (Maxisingle)
- En dörr på glänt/Emma - 1985
- Aj, aj, aj/Du tillhör mej - 1987
- Se kärlekens ros/Där näckrosen blommar - 1987
- Håll om mig (mit Lisbet Jagedal)/Tindra vackra stjärna (Heimat, deine Sterne) - 1989
- Spela en sång/Tusen bitar - 1990
- Stormande hav/Käre sjöman - 1990
- Alla stunder/landsvägens cowboy - 1991
- Som en liten sagofé/En sån underbar natt - 1991
- Tror du på kärleken (Wer ohne Tränen geht) - 1991
- Kärleken ska segra/Violer till mor/Blue, Blue Day - 1992
- I en gul luftballong/Ingen vind, ingen våg/Alla har en dröm - 1993
- Klockorna ska ringa/Solitaire (Instrumental) - 1994
- Jag ska älska dig/Spara lite kärlek till mig (Got a Lot o' Livin' to Do) - 1994
- Vid Silverforsens strand/Tre små ord - 1995
- Vår dotter/Fryksdalsdans nr 2 - 1995
- Jackpot 7/Bingolotto - 1996
- Den första dagen/Där de vita syrenerna blommar - 1996
- Som en ros i ett regn/Det finns blommor - 1997
- Sommar och sol - 2001

## Svensktoppen Lider
- Aj, aj, aj, jag svävar i det blå - 1987
- Senorita - 1987
- Lite blyg - 1988
- Kärleken ska segra - 1992
- I en gul luftballong - 1993
- Livets stora gåta - 1993–1994
- Klockorna ska ringa - 1994
- Jag ska älska dig - 1994–1995
- En liten röd bukett - 1995
- Vid Silverforsens strand - 1996
- Den första dagen - 1997
- Som en ros i ett regn - 1997
- Varje liten stjärna - 1998–1999
- Det faller ett regn - 1999
- Över Öresund - 2000
- Sommar & sol - 2001

### Svensktoppen Test
- Har inte någon sett min brud - 1969
- En dag i sänder - 1990
- En kärleksaffär - 1991
- Jag vet vad kärlek är - 1999